# Quinn Cook
Quinn Alexander Cook (ur. 23 marca 1993 w Waszyngtonie) – amerykański koszykarz, występujący na pozycji rozgrywającego, mistrz NBA z 2018, obecnie zawodnik Lokomotiwu Kubań.
W 2011 wystąpił w meczu wschodzących gwiazd - Nike Hoop Summit oraz McDonald’s All-American.
26 lutego 2017 podpisał 10-dniowy kontrakt z Dallas Mavericks. 8 marca powrócił do Canton Charge. 19 marca podpisał 10-dniową umowę z New Orleans Pelicans. 5 września zawarł umowę na czas obozu szkoleniowego z Atlantą Hawks. 13 października został zwolniony. 4 dni później podpisał kontrakt z Golden State Warriors na występy zarówno w NBA, jak i zespole G-League – Santa Cruz Warriors. 10 kwietnia 2018 zawarł dwuletnią, w pełni gwarantowaną umowę, z Warriors.
6 lipca 2019 podpisał umowę z Los Angeles Lakers. 19 listopada 2020 opuścił klub.
5 grudnia 2020 podpisał nowy kontrakt z Los Angeles Lakers. 24 lutego 2021 opuścił klub. 12 marca zawarł 10-dniową umowę z Cleveland Cavaliers. 22 marca podpisał kolejną, identyczną umowę. Po jej wygaśnięciu opuścił klub. 23 września 2021 dołączył do Portland Trail Blazers. 16 października 2021 został zwolniony. 26 października 2021 dołączył do rosyjskiego Lokomotiwu Kubań.

## Osiągnięcia
Stan na 12 grudnia 2021, na podstawie, o ile nie zaznaczono inaczej.
NCAA
- Mistrz NCAA (2015)[19]
- MVP turnieju:
  - Battle 4 Atlantis (2013)
  - Coaches vs. Classic (2015)
- Zaliczony do:
  - I składu turnieju Coaches vs. Classic (2015)
  - II składu:
    - All-American (2015 przez TSN)
    - ACC (2015)

  - III składu ACC (2013)
- Lider konferencji Atlantic Coast w skuteczności rzutów:
  - wolnych (2015)
  - za 3 punkty (2015)

NBA
- Mistrz NBA (2018, 2020)
- Wicemistrz NBA (2019)

Indywidualne
- MVP meczu gwiazd D-League (2017)[20]
- Debiutant Roku D-League (2016)
- Zaliczony do:
  - I składu:
    - D-League (2017, 2018)[21][22]
    - debiutantów D-League (2016)

  - III składu D-League (2016)[23]
- Uczestnik meczu gwiazd D-League (2016–2018)[20][23]
- Lider:
  - strzelców D-League (2017)
  - G-League w skuteczności rzutów wolnych (2018)

Reprezentacja
- Mistrz: 
  - świata U–17 (2010)
  - Ameryki U–16 (2009)